# Aeretes melanopterus
Aeretes melanopterus е вид бозайник от семейство Катерицови (Sciuridae). Видът е почти застрашен от изчезване.

## Разпространение
Разпространен е в Китай (Гансу, Пекин, Съчуан и Хъбей).

## Описание
Популацията им е намаляваща.